# Chiesa anglicana (Napoli)
La chiesa anglicana di Napoli si erge in via San Pasquale e rappresenta il luogo di culto della comunità anglicana partenopea.

## Storia
Fino al 7 settembre 1860, i culti non cattolici vietati nel Regno si celebravano nelle legazioni extraterritoriali. Il culto anglicano si svolgeva nella legazione britannica di palazzo Calabritto. Il 23 ottobre 1861, Giuseppe Garibaldi (appena arrivato a Napoli sollecitato da un comitato di residenti inglesi per l'appoggio ricevuto nella lotta contro i Borbone dal governo britannico) concesse l'autorizzazione per la costruzione della chiesa facendo dono pure del suolo necessario (all'epoca un maneggio per cavalli proprietà dell'esercito).
Nel 1965, fu scoperta sulla facciata della chiesa una lapide bilingue, italiano e inglese, a ricordo dell'avvenimento. Il nuovo governo italiano cedette ufficialmente la proprietà del terreno il 10 agosto 1861.
Il comitato dei residenti inglesi a Napoli, con sottoscrizioni private e pubbliche sia a Napoli che in Gran Bretagna, riuscì a raccogliere la cospicua somma necessaria per la realizzazione della chiesa. Dopo un concorso fra architetti napoletani ed inglesi, fu dato incarico per l'opera all'inglese Thomas Smith, che aveva appena ultimato la chiesa della comunità inglese a Nizza. La prima pietra fu posata il 15 dicembre 1862 e l'edificio ultimato fu consacrato a Gesù dal primo vescovo anglicano di Gibilterra il 3 marzo 1865.

## Descrizione
L'architettura del tempio si richiama allo stile neogotico, tipico delle regioni anglosassoni.
La facciata a salienti è preceduta da un portico con arcate a sesto acuto ed è caratterizzata da una grande finestra ogivale al centro e da due bifore laterali.
L'interno è composto da tre navate, separate da pilastri che sorreggono capitelli decorati con fiori ed uccelli citati nella Bibbia. Le vetrate dell'abside poligonale riportano le figure di apostoli e profeti; nella controfacciata sono conservati i patroni d'Inghilterra, santa Margherita e san Giorgio.
Nell'architettura complessiva della chiesa sono inoltre evidenti diverse analogie con la Chiesa episcopale americana di Saint James a Firenze, anch'essa adibita al culto riformato, ma costruita solo nei primi anni del Novecento.